# Сражение у Брекура
Сражение у Бреку́ра (13 июля 1793 года) — эпизод Французской революции; столкновение между силами Национального собрания и нормандских федералистов. Плохо обученное ополчение федералистов бежало при первых звуках орудийной стрельбы. Поскольку в сражении не было пострадавших, оно получило известность как «битва без слез» (фр. La bataille sans larmes).

## Восстание федералистов
С весны 1793 года Национальное собрание было разделено соперничеством между двумя его крайними фракциями: монтаньярами и жирондистами. 2 июня монтаньяры под давлением парижских низов голосуют за арест 29 жирондистов (депутатов от провинции Жиронда). Исключенные депутаты бежали в свою провинцию. Элиты в Жиронде были возмущены изгнанием своих депутатов из Национального собрания под давлением парижских низов. Большинство департаментов провинции ограничилось отправкой в Париж письменного протеста против действий монтаньяров. Однако Бордо, побережье Средиземного моря, Лион и Нормандия берутся за оружие. Особенную активность проявили жители департаментов Кальвадос, Кан, Эр и города Понт-Одеме (департамент Эврё), тогда как остальная часть региона занимает выжидательной позицию.

## «Битва без слез»
Жирондисты доверили военное руководство генералу Жоржу Феликсу де Вимпффену, которому помогал местный аристократ граф Жозеф де Пюизе. Восставшие решают пойти на Париж и наказать санкюлотов и поддержавших их монтаньяров. Отправной точкой похода стал Кан. В начале июля армия жирондистов, состоявшая в основном из буржуазной молодежи, покинула Кан под предводительством графа Жозефа де Пюизе, поскольку генерал Вимпффен задержался с приездом. Из-за приближения времени сбора урожая волонтеров в армии жирондистов было явно недостаточно. Восставшие направились в Эврё, где Жозеф де Пюизе, бывший там командующим городской национальной гвардией, пользовался определённой поддержкой. Затем отряд восставших направился в Вернон, город с населением в 4,5 тысячи человек, расположенный на Сене, надеясь поставить под угрозу снабжение Парижа продовольствием. 13 июля Жозеф де Пюизе остановился в принадлежавшем ему замке Мениль, отправив отряд дальше. Отряд сделал остановку в Шато-де-Брекур, в 8 км от Вернона.
Армия Ковента вышла из Вернона и, подойдя к замку Брекур, открыла огонь из пушек. При первых же звуках выстрелов необученное войско восставших в панике бежало по направлению к Эврё, а затем на Лизьё.
Историки были поражены скоростью разгрома жирондистов, тем более что армия Конвента была весьма немногочисленна, а её артиллерия состояла из двух легких вертлюжных орудий. Было высказано предположение, что восставшие просто страдали от похмелья после разграбления накануне винных погребов замка Брекур. Битву при Брекуре называют «Битва без слез» (фр. La bataille sans larmes), потому что в ней не было ни убитых, ни раненых.
На следующий день жирондистам все же удалось вернуть Паси-сюр-Эр, при этом, по свидетельству Луи Франсуа Пейра, общие потери составили не более 10 человек.

## Нормандия подчиняется
Битва при Брекуре ознаменовала провал восстания в Нормандии. Побеждённые рассеялись. Некоторые, например Жозеф де Пюизе, уходят в подполье, другие, как генерал барон де Вимпффен, удаляются в свои владения. Многие рядовые ополченцы поступают в армию Конвента, которая входит в Нормандию, не встречая сопротивления. Лёгкость военной кампании показала отсутствие поддержки жирондистов населением Нормандии. 2 августа 1793 года армия Конвента занимает Кан — столицу восставших. Местные администрации подвергаются чистке от сторонников жирондистов, на которых была возложена вся вина за восстание.